# Synthetonychia proxima
Synthetonychia proxima is een hooiwagen uit de familie Synthetonychidae.